# Super Étendard
A Dassault-Breguet Super Étendard (az étendard jelentése „zászló”) szubszonikus, egyhajtóműves, repülőgép-hordozó fedélzeti vadászbombázó repülőgép, melyet a korábbi Étendard repülőgépek továbbfejlesztésével az 1970-es években hoztak létre Franciaországban. Bár a korszerűtlen repülőgépet kis mennyiségben gyártották, exportált példányai több helyi háborúban játszottak fontos szerepet. Argentína a Falkland-szigeteki háborúban, Irak az irak–iráni háborúban vetette be, és AM.39 Exocet hajók elleni irányított rakétáikkal számos hajót elsüllyesztettek vagy megrongáltak. A Francia Haditengerészetnél még hadrendben áll, a Rafale M repülőgépek fogják leváltani.